# حزب الإصلاح والتنمية مصرنا

شعار الحزب:

حزب الإصلاح والتنمية هو حزب سياسي مصري أسسه محمد أنور عصمت السادات (الرئيس الحالي للحزب). أُعلن عن تأسيسه يوم 6 يناير 2009 م أمام مبنى مجلس الدولة أثناء وقفة احتجاجية على تصدير الغاز إلى إسرائيل. وكان الغرض من تاسيس الحزب هو رغبة المجموعة التي عملت على قضية تصدير الغاز في توسيع نطاق التأثير وذلك بانشاء حزب سياسي ليكون مظلة تقود الدفاع عن حقوق المجتمع ومحاربة الفساد. وهو من أوائل الاحزاب التي استخدمت الفيسبوك في الدعوة إلى العضوية وفتح الباب للشباب للمشاركة الفاعلة من خلاله. رفضت لجنة شئون الاحزاب طلب التاسيس في مايو 2010، وتم رفع قضية بالمحكمة الادارية للطعن على قرار لجنة الاحزاب وربح الحزب قضية التاسيس في مايو 2011 بعد ثورة يناير. خاض أعضاءالحزب انتخابات 2010 على 140 مقعد لم يحصلوا منهم على أية مقاعد نظرا لوجود انتهاكات فاضحة في هذه الانتخابات. بعد ثورة يناير قام الحزب بالتنسيق الانتخابي مع حزب مصرنا الذي كان تحت التأسيس وقتها ولكن من دون اندماج كما اشيع وقتها في وسائل الاعلام. خاض حزب الإصلاح والتنمية انتخابات مجلس الشعب المصري 2011-2012 على معظم مقاعد البرلمان سواء بنظام القائمة أو الفردي، وحصل الحزب على 9 مقاعد برلمانية وحصل رئيسه محمد أنور عصمت السادات على منصب رئيس لجنة حقوق الإنسان بمجلس الشعب، وكذلك حصل عضوه سلامة الرقيعي النائب عن شمال سيناء على وكالة لجنة الشئون العربية.

## الأهداف والمبادئ

### الأهداف
- إشراك المواطنين في الحياة السياسية.
- مواجهة الفساد.
- بناء حياة كريمة.

### المبادئ
يقوم الحزب على مجموعة من المبادئ النابعة من المجتمع المصري :
- الحكومة الرشيد وسيادة القانون.
- قدسية الأديان كمصدر للقيم والأخلاق في المجتمع وتدعيم حرية الاعتقاد.
- الفصل التام بين السلطات والتدوال السلمي للسلطة.
- الحرية المسئولة للأفراد في التنظيم والسوق والاعلام.
- استقلال المؤسسات الدينية والقضائية والتعليمية.
- العدالة الاجتماعية وتكافؤ الفرص.
- أهمية الدور الإقليمى والدولي والحفاظ على كرامة المصريين.

## وصلات خارجية
- الموقع الرسمي